# Tabanus rubricauda
Tabanus rubricauda är en tvåvingeart som beskrevs av Philip 1958. Tabanus rubricauda ingår i släktet Tabanus och familjen bromsar. Inga underarter finns listade i Catalogue of Life.